# ملانی مولر
ملانی مولر (انگلیسی: Melanie Müller؛ زادهٔ ۱۰ ژوئن ۱۹۸۸) یک خواننده اهل آلمان است.